# Bols Royal Distilleries
Pour les articles homonymes, voir Bols.
Bols Distilleries NV ou Bols Royal Distilleries ou encore Lucas Bols N.V. est un fabricant de liqueurs des Pays-Bas fondé en 1575, propriété du groupe Rémy Cointreau.

## Historique
En 2000, le groupe Rémy Cointreau acquiert Bols Royal Distilleries incluant notamment les marques Bols et Metaxa.
En 2016, création d'une joint-venture avec le groupe Rémy Cointreau pour les activités de la marque Passoã créée en 1986.